# Promptuarii Iconum Insigniorum
Promptuarium Iconum Insigniorum s polnim naslovom Prima pars Promptuarii iconum insigniorum à seculo hominum, subiectis eorum vitis, per compendium ex probatissimis autoribus desumptis (slovensko Zbirka slik izjemnih ljudi s celega sveta z dodatkom njihovih biografij, ki so v skrajšani obliki povzete iz najboljših del izbranih avtorjev) je knjiga portretov Guillaumea Rouilléa, prvič objavljena v Lyonu, Francija, leta 1553. V knjigi so ob nekaterih portretih tudi njihovi kratki življenjepisi. Portreti so oblikovani kot medalje, zato Julian Sharman, avtor The library of Mary Queen of Scots (Knjižnica kraljice Marije Škotske), meni, da je delo zanimivo predvsem za numizmatike, vendar hkrati priznava, da je ena od mojstrovin zgodnjega srednjeveškega lesoreza.  Knjiga, v kateri je kar 950 portretov, se začne z Adamom in Evo. V uvodu je založnikova hvalnica Rouilléjevega dela.

## Vir
- Guillaume Rouillé: Prima pars Promptuarii iconum insigniorum à seculo hominum, subjectis eorum vitis, per compendium ex probatissimis autoribus desumptis.